# Kamendaka koreana
Kamendaka koreana är en insektsart som beskrevs av Matsumura 1915. Kamendaka koreana ingår i släktet Kamendaka och familjen Derbidae. Inga underarter finns listade i Catalogue of Life.